# 올림픽 벨

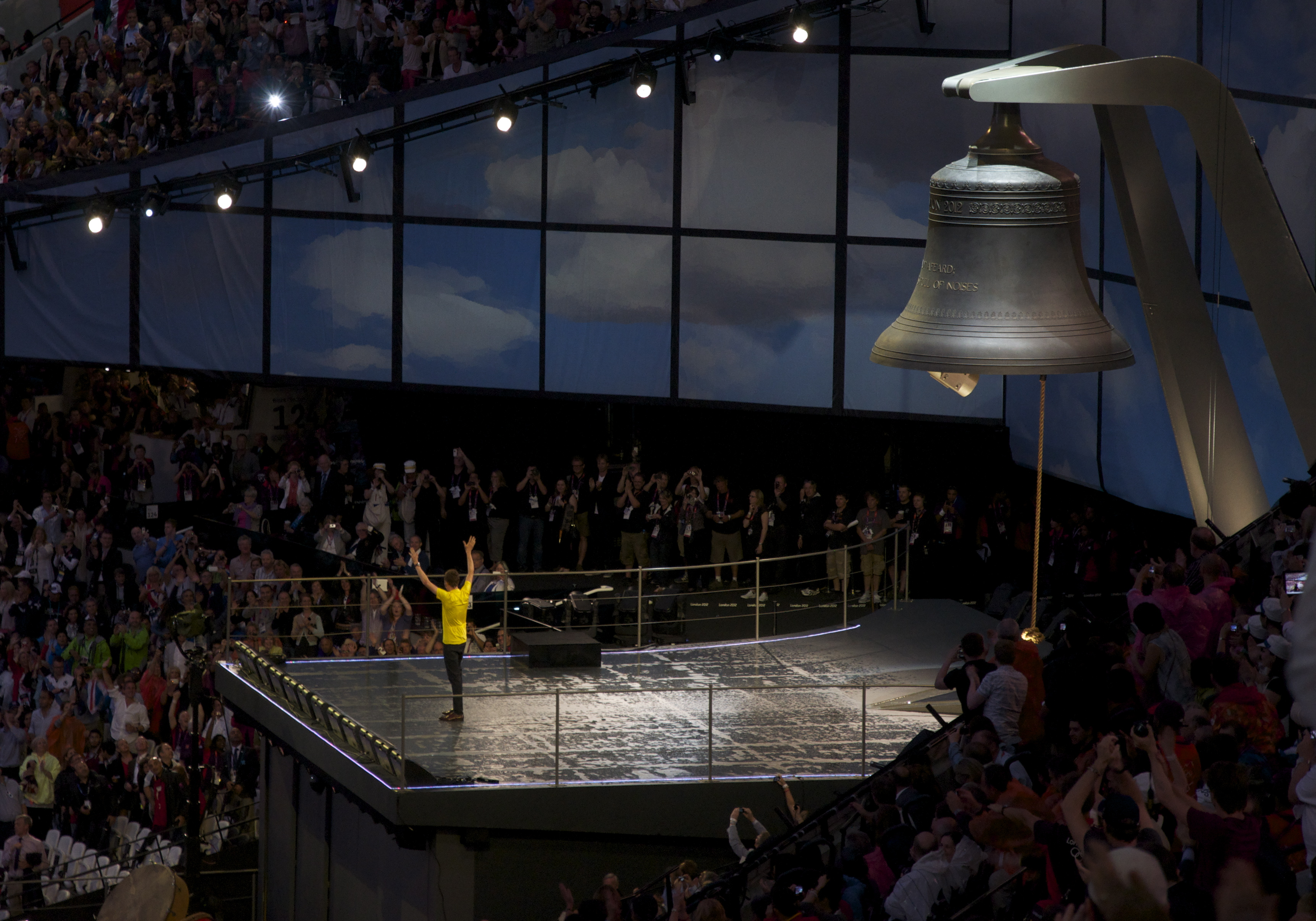
2012년 런던 올림픽 개막식에서 올림픽 벨을 타종하는 브래들리 위긴스

올림픽 벨(Olympic Bell)은 2012년 런던 올림픽을 위해 특별히 제작된 종으로, 화음이 조율된 것으로는 세계에서 가장 큰 규모다. 청동으로 주조되었으며 그 크기는 높이 2m, 지름 3.34m, 무게 23.311톤에 달한다.
2012년 런던 올림픽 개막식 당시 대회 개막을 알리는 타종 행사에서 쓰였으며, 현재는 런던 올림픽 공원에 전시되어 있다.

## 주조 과정
"종은 그 소리로 하루하루의 변화를 알립니다. 우리를 깨우고, 기도하고, 일하고, 무장하고, 축제를 벌이고, 위기에 처하면 다같이 모이도록 합니다. 영국 사람들은 거의 모두가 소리의 영역 (sonic parish) 속에 살고 있습니다. 런던 칩사이드 세인트 메리르보의 종소리를 들으며 태어난 사람은 누구나 자신을 '코크니'라 부를 권리가 생깁니다... 무엇보다도 종은 자유와 평화의 소리입니다. 제2차 세계 대전 당시 영국의 모든 종찹은 비상시에만 울릴 수 있도록 한 채 가만히 있었습니다. 비로소 평화롭게 울릴 수 있는 날이 다가올 때까지 먼지 쌓인 침묵 속에 매달려 있던 셈이죠."

2011년 영국 런던의 올림픽 스타디움에서 머지않은 곳에 자리잡은 종 주조 공방 화이트채플 벨 파운드리가 올림픽 기념 종의 주조를 맡게 되었다. 공방 측은 올림픽 종의 형태와 윤곽, 각인, 조율 등의 기본설계를 마쳤으나, 정작 공방 내 주조시설은 8.1톤 규모까지만 주조가 가능했다. 영국 내 다른 공방을 물색해 봐도 빅토리아 시대 대형 종이 유행의 흐름 속에 묻히면서 이를 제조할 수 있는 공방이 실질적으로 없었던 관계로, 공방 측은 결국 네덜란드의 왕실 에이스바우트 공방 측에 하청을 주었다. 처음 공모 당시 러프버러의 테일러스 벨 파운드리에서도 입찰을 제안했기 때문에, 영국 기업이 주조하지 않게 된 것에 대한 비판이 일부 제기되기도 했다. 뿐만 아니라 타종을 위한 해머 장치와 고정용 틀 제작과정에서도 다른 기업이 관여하게 되면서, 결과적으로 3개국 20여개 기업이 참여하게 되었다. 이렇게 완성된 종은 2012년 6월 1일 자정 올림픽 스타디움에 설치되어 테스트를 거쳤다. 종의 규모를 가능한 한 크게 하되 경기장의 선수입장 통로를 지날 수는 있게 설계되었는데, 도착 후 내부로 옮길 당시 몇 인치밖에 여유가 없었다고 한다.
올림픽 벨은 쾰른 대성당의 장크트페터스글로크 종에 이어 유럽에서 두 번째로 가장 무거운 종인 동시에, 화음이 조율된 종으로는 세계에서 가장 큰 종으로 기록되었다. 올림픽 벨의 주음 (主音), 즉 타종음의 높이는 B를 기록해 세계에서 가장 낮은 음을 지닌 종으로 알려지게 되었다.
종 표면에는 'London 2012' (런던 2012)라는 글씨와, 셰익스피어의 《템페스트》에 등장하는 칼리반의 대사 "Be not afeard, the isle is full of noises" (두려워 마시오, 이 섬은 소리로 가득하니)가 각인되어 있다. 해당 구절은 올림픽 개막식 당시 케네스 브래너가 읊은 문구이기도 하다. 종 안쪽에는 'Whitechapel' (화이트채플)이라는 명각과 공방의 문장이 새겨져 있다.

## 타종

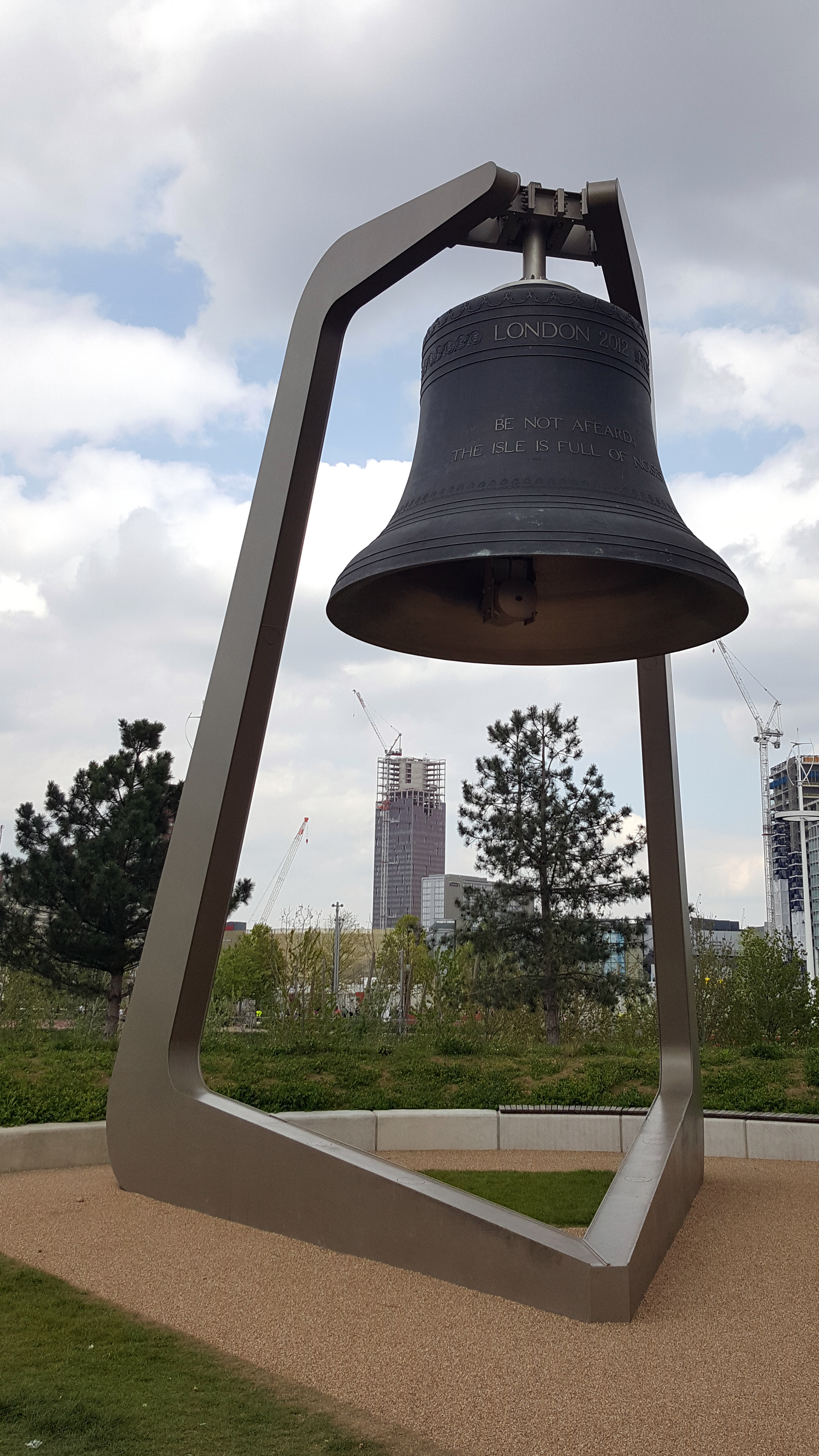
현재 퀸 엘리자베스 올림픽 파크에 전시된 모습

런던올림픽 개막 닷새 전 투르 드 프랑스에서 우승한 영국의 사이클 선수 브래들리 위긴스가 개막식에 등장해 올림픽 벨의 타종을 거행했다. 종의 규모가 워낙 컸던 만큼 위긴스가 직접 망치를 움직여 타종한 것이 아닌 내부 장치적으로 타종이 이뤄지도록 했기 때문에, 쳤다는 것에만 의의를 지닌 행사였다. 한 언론에서는 "브래들리 위긴스는 초인적인 선수일지는 모르지만, 그조차도 올림픽 종의 반 톤이나 나가는 엄청난 추를 손으로 당겨 움직일 수는 없다"며 행사의 내막을 밝히기도 했다. 첫 타종 이후에도 개막식 진행 도중에 한 번 더 울렸는데 바로 폴 매카트니가 "Hey Jude"를 공연하기 직전이었다. 당시 매카트니는 올림픽 벨이 울릴 것이라는 사실을 깜빡하고 있었기 때문에, 난데없는 거대한 종소리에 초반 구절을 더듬기도 했는데 훗날 인터뷰에서 이 사실을 밝히며 자책한 적이 있다.
올림픽 벨은 개막식 삽입곡에 쓰이기도 했는데 대표적으로 산업혁명 공연에서 쓰였던 "And I Will Kiss"가 있다. 종소리는 리허설 밤 비오는 날씨에 녹음됐는데, 음향 엔지이너 관계자들이 제대로 녹음하기 위해 작업을 30분간 멈추게 해달라고 요청했다는 후문이다.
개막식 당시 올림픽 스타디움에 내걸렸던 올림픽 벨은 대회 기간 동안 올림픽 성화대에 자리를 내주고 올림픽 공원에 보관되었다. 2013년 7월 올림픽 공원이 재개장된 뒤, 2016년 5월 스타디움 바로 바깥의 구조물에 걸린 채로 설치되어 일반에 다시 공개되었다. 올림픽 개막식 프로그램 안내서에 따르면 올림픽 벨은 200년 뒤 화이트채플 벨 파운드리에서 다시 조율을 거치게 된다고 적혀 있으나, 2017년 공방이 문을 닫았다.
현재는 인근 주민에게 소음을 유발할 수 있다는 이유로 타종 행사는 진행하지 않는다.

## 같이 보기
- 2012년 하계 올림픽 개막식
- 1936년 베를린 올림픽의 기념 종